# Abre tu fosa, amigo... llega Sábata
Abre tu fosa, amigo... llega Sábata es una película de coproducción hispano-italiana, rodada en Barcelona, dirigida por Juan Bosch en 1971 y perteneciente al género del spaghetti western. En Italia esta película fue estrenada bajo el título Sei già cadavere Amigo... ti cerca Garringo.

## Argumento
Un pistolero llamado Steve McGowan, junto a un bandido mexicano amigo suyo, León Pompero, decide vengar la muerte de su padre a manos de Miller, el cacique del lugar. Miller, consciente del peligro que corre, contrata a una banda de delincuentes, Sábata y sus compinches, para que le libren de Steve y de León. El destino unirá a Steve y a León, pues ambos deciden derrotar al sanguinario pistolero para poder ver cumplidos sus objetivos.